# Przyszła jaźń
Badania psychologiczne nad konceptem przyszłej jaźni rozpatrują procesy i konsekwencje związane w myśleniem o swojej osobie w przyszłości. Ludzie myślą o swojej przyszłej jaźni bardzo podobnie do tego, jak myślą o innych osobach. To, jak ściśle w ciągłości psychologicznej (np. podobieństwie, bliskości) pozostaje się ze swoją przyszłą jaźnią wpływa na to, jak dobrze ją traktują. Kiedy ludzie czują więź ze swoim przyszłym ja, jest bardziej prawdopodobne, że będą oszczędzać na emeryturę, podejmować zdrowe dla siebie decyzje, czy unikać etycznych transgresji.

## Podstawy filozoficzne
Podłoże teoretyczne badań psychologicznych nad pojęciem przyszłej jaźni często przypisuje się filozofowi Derekowi Parfitowi. Parfit twierdził, że stopień podobieństwa i psychologicznej ciągłości z tym, kim będze się w przyszłości różni się w zależności od osoby. Zgodnie z jego założeniami, ludzie podejmują racjonalne decyzje, opierając się na trosce o swoją przyszłość wynikającej z więzi pomiędzy swoim teraźniejszym i przyszłym ja. Według Parfita, logicznym jest więc, że osoby, które mają bardzo małe poczucie powiązania ze swoją przyszłą jaźnią, zachowują się w sposób zaniedbujący ich przyszłość (np. poprzez palenie).
Kolejne badania nad tym pojęciem nie usiłowały udowodnić, że normatywna opinia Parfita ma odbicie w rzeczywistości, zamiast tego testując deskryptywną trafność jego teorii.

## Teoria psychologiczna

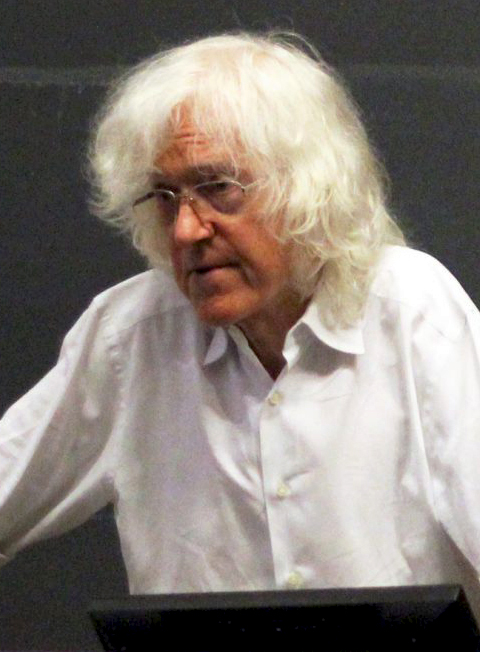
Derek Parfit miał wpływ na rozwój badań psychologicznych nad przyszłą jaźnią.

Badania z zakresu psychologii społecznej i neurologii sugerują, że ludzie myślą o sobie w przyszłości w podobny sposób jak myślą o innych. Tak jak poczucie bliskości z innymi wzmacnia zachowania prospołeczne, poczucie bliskości z przyszłą jaźnią motywuje ludzi do opóźnionej gratyfikacji w celu osiągnięcia korzyści w przyszłości.

### Mierzenie ciągłości psychologicznej
Początkowo Shane Frederick badał, czy stopień więzi z przyszłą jaźnią jest związany ze zmniejszeniem oceny przyszłych korzyści (zarówno w dolarach, jak i w czasie). Zadając pytanie uczestnikom badania, na ile podobni w skali od 1 do 100 czują się do swoich przyszłych jaźni, nie wykazano statystycznie istotnej zależności między stopniem ciągłości a dyskontowaniem przyszłych korzyści. Późniejsi badacze twierdzili jednak, że Frederick nie wykazał związku ze względu na wybrany przez niego sposób pomiaru ciągłości.
W 2009 Hal Hershfield i jego współpracownicy przedstawili nowy pomiar ciągłości psychologicznej poprzez przyjęcie Skali Włączania Innego w Ja, w której związek między obecną a przyszłą jaźnią został przedstawiony w postaci siedmiu kolejno nakładających się na siebie par kół. Używając tej miary, Hershfield, a także Daniel Bartels i Oleg Urminsky, ukazali silny związek między ciągłością psychologiczną a stopniami dyskontowymi. Im większą więź ludzie czują między obecną a przyszłą jaźnią, tym bardziej zależy im na przyszłości i mniej dyskontują przyszłe korzyści.

### Manipulowanie ciągłością psychologiczną
Kolejne badania pokazały istnienie systematycznych sposobów na wzmocnienie ciągłości psychologicznej. Ciągłością manipulowano poprzez nakazywanie badanym:
1. Wchodzić z interakcje z zwizualizowanym obrazem swojej przyszłej jaźni (wzmocniona łączność)[7].
2. Wyliczyć aspekty, w których spodziewają się być podobni do siebie w przyszłości (wzmocniona łączność)[7].
3. Założyć, że nadchodzące wydarzenie (np. ukończenie studiów) w fundamentalny sposób zmieni to, kim są (osłabiona łączność)[17].

Badania randomizowane wykazały, że istnieje luźny związek między poczuciem więzi z przyszłą jaźnią a dokonywaniem dalekosiężnych wyborów z większą dozą cierpliwości w późniejszym czasie.

## Przykłady zastosowania

### Finanse
Podczas jednego z pierwszych eksperymentów mających na celu uwydatnienie ciągłości psychologicznej z przyszłą jaźnią uczestnicy mieli za zadanie przejrzeć się w wirtualnym lustrze z wykorzystaniem immersyjnej technologii rzeczywistości wirtualnej. Badacze zrandomizowali to, czy uczestnicy widzieli wersję siebie poddaną procesowi starzenia (mającą wyglądać na około 70 lat), lub siebie w obecnym wieku. Uczestnicy, którzy weszli w interakcję z przyszłą wersją samych siebie, byli bardziej skłonni do odłożenia aktualnych wynagrodzeń finansowych oraz mieli zamiar oszczędzać z myślą o emeryturze. Wykorzystując spostrzeżenia wynikające z tego eksperymentu, firmy takie jak Merrill Lynch zaczęły korzystać z aplikacji internetowych wyposażonych w oprogramowanie służące do cyfrowego postarzania w celu zwiększenia oszczędności emerytalnych.
Badanie to zostało w sposób konceptualny powtórzone przy wykorzystaniu wielu zróżnicowanych prób statystycznych. Podczas jednego z eksperymentów polowych studenci o zróżnicowanym ekonomicznie pochodzeniu, którzy co tydzień wchodzili w interakcję ze swoimi awatarami z przyszłości, wykazywali zwiększoną wydajność podczas szkoleń z zakresu edukacji finansowej. Grupa badaczy we współpracy z Ideas42 uruchomiła inną replikację z udziałem tysięcy meksykańskich obywateli. Zanim mieli podjąć decyzję o otworzeniu zautomatyzowanego konta oszczędnościowego, członkowie badanej grupy zostali poproszeni o poświęcenie czasu na intensywne wyobrażenie sobie swojej odległej przyszłości. W porównaniu z 1% stopą przyswajania, 3% osób w warunkach eksperymentalnych zdecydowało się na otwarcie zautomatyzowanego konta oszczędnościowego. 
Efekt wywierany przez ciągłość psychologiczną na decyzje finansowe zależy od wiedzy na temat przyszłych skutków. Kiedy ludzie nie są świadomi swoich potrzeb finansowych, niezależnie od tego, czy czują więź, są znacznie mniej skłonni do oszczędzania z myślą o przyszłości. Podobnie osoby mające pełne pojęcie na temat konsekwencji podejmowanych przez siebie decyzji finansowych będą oszczędzać, jeśli poczują więź ze swoją przyszłą jaźnią. Badacze argumentują, że decydenci polityczni odpowiedzialni za dostarczane konsumentom informacji na temat oszczędności emerytalnych, powinni brać jednocześnie pod uwagę uwydatnianie ciągłości psychologicznej. Ludzie są skłonni do wydawania najbardziej wtedy, kiedy mają wiedzę na temat skutków swoich decyzji i czują więź ze swoją przyszłą jaźnią. W 2017 Biuro Ochrony Finansowej Konsumentów (Consumer Financial Protection Bureau) zawarło wskaźnik ciągłości psychologicznej z przyszłą jaźnią w swoim pierwszym Sondażu Dobrostanu Finansowego (Financial Wellbeing Survey).

### Zdrowie
Stosując wspomnianą teorię, badacze założyli, że wzmocnione poczucie więzi z przyszłą jaźnią powinno skłonić ludzi do podejmowania zdrowszych wyborów w kwestiach żywienia oraz aktywności fizycznej. Badania korelacyjne sugerują, że poczucie ciągłości psychicznej z przyszłą jaźnią wiąże się z lepszym stanem zdrowia. W randomizowanych badaniach uczestnicy, którzy szczegółowo opisali siebie w odległej przyszłości mieli większe tendencje do ćwiczenia w następnych dniach.

### Etyczność
Ludzie podejmujący wątpliwe etycznie czyny robią tak, gdyż mają w zwyczaju ignorować jakiekolwiek konsekwencje ich zachowania, podczas gdy poczucie ciągłości z ich przyszłą jaźnią powinno zapobiegać zaniedbywaniu przez nich myślenia o przyszłości, i w efekcie unikać transgresji moralnych. Badania wykazały, że polecenie uczestnikom pisać o ich przyszłej jaźni może zmniejszyć ilość nieetycznych strategii negocjacyjnych używanych w dyskusji. Inne odkryły, że po interakcji z czterdziestoletnią wersją siebie w wirtualnej rzeczywistości, studenci byli mniej skłonni do ściągania podczas następujących po tym testów. Podczas eksperymentu terenowego w Holandii, licealiści, którzy otrzymywali wiadomości od awatara ich przyszłego “ja”, mniej uczestniczyli w przestępczych i antyspołecznych zachowaniach.

## Powiązane konstrukty

### Możliwe jaźnie
Przyszłe jaźnie to konkretne wyobrażenia tego, kim ktoś może się stać w przyszłości. Możliwe jaźnie zawierają idealne “ja”, którymi ludzie mają nadzieję zostać, inne ja, którymi mają możliwość się stać, oraz te, którymi ludzie boją się stać. Przyszłe jaźnie mogą służyć jako mapy prowadzące jednostki, skąd znajdują się w teraźniejszości, do miejsca, w którym wyobrażają sobie, że będą w przyszłości.
Jednakże, w psychologii poznawczej, przyszła jaźń jest jednym z typów szerszego konceptu nazwanego “możliwymi jaźniami”. Te możliwe jaźnie to schematy poznawcze reprezentujące wiele alternatywnych wersji jaźni, obejmujące przeszłe i przyszłe jaźnie, które razem charakteryzują żale, wątpliwości, nadzieje, zmartwienia, a także fantazje na temat tego, kim mogliśmy być wcześniej i kim możemy się stać.
Sposób, w jaki jednostki wyobrażają sobie swoje możliwe jaźnie, wpływa na ich zachowanie i jego skutki. Na przykład, kiedy przyszłe jaźnie osobnika wskazują na nieosiągalne fantazje, aniżeli rozsądne oczekiwania, starania i wydajność są zaniżone w edukacyjnych, romantycznych i medycznych kontekstach.
Identyfikowanie i odkrywanie możliwych jaźni z pomocą terapeuty jest jedną ze strategii, poprzez którą klienci osiągają pozytywne, kognitywne, emocjonalne i behawioralne zmiany w psychoterapii. Przykład techniki dążącej do ułatwienia tej eksploracji jest widoczny w pracach brytyjskiego psychoterapeuty Paula Newhama, który zachęca klientów do użycia twórczego pisania i dramatycznej charakteryzacji, aby wyrazić i uosobić przeszłe i przyszłe jaźnie w celu następnej interpretacji ich psychologicznego znaczenia.

### Konflikty pragnienia-powinności
Konflikty pragnienia-powinności nawiązują do wewnętrznych konfliktów pomiędzy czyjąś jaźnią pragnienia i jaźnią powinności. Teoria ta zakłada, że ludzie posiadają jednocześnie dwa rodzaje preferencji: jeden powiązany z ich jaźnią pragnienia (tj. skupiony na teraźniejszości, hedonistyczny) i jeden powiązany z jaźnią powinności (tj. skupiony na przyszłości, utylitarny). Na przykład, interwencje dążące do zwiększenia umiejętności podejmowania decyzji przez pacjenta mogą używać środków zobowiązania, by zapewnić, że ludzie podejmą się swoich preferencji powinności i unikną ulegnięcia swoim preferencjom pragnienia.

### Opóźniona gratyfikacja
Wzmacnianie psychologicznego połączenia z przyszłą jaźnią może poprawić umiejętność opóźniania gratyfikacji. Walter Mischel poświęcił rozdział swojej książki “Test Marshmallow” przyszłej jaźni.